# Ass Like That
«Ass Like That», también conocida como «A ** Like That», es una canción del cantante estadounidense Eminem de su quinto álbum de estudio Encore (2004). Fue lanzado como el sexto y último sencillo del álbum el 7 de junio de 2005. Es una canción de rap cómico con fuertes influencias de la música árabe e india.

## Recepción de la crítica
Stephen Elerwine de AllMusic escribió: «Eminem habla claro y es literal, con la intención de refutar a todos los críticos, desde Benzino en The Source hasta Triumph the Insult Comic Dog, que tiene una canción completa —«Ass Like That»— dedicada a él». El editor de HipHopDX, J-23, estaba dividido: «“Ass Like That” va a ser una canción que amarás u odiarás. Cualquiera que sea el caso, seguro que es surrealista escucharlo rapear una canción completa como ese títere de Triumph de MTV».
Scott Plagenhoef de Pitchfork fue positivo: «Em también brilla cuando gira bien fuera de su eje, como lo hace en ... el R. Kelly/Triumph the Insult Comic Dog-hostigador “Ass Like That”», pero señaló que el la canción suena como material mixtape. La revista NME se enorgulleció y calificó la canción como un «garabato tonto y nivelado en la ingle que [demuestra] que tanto el productor como el rimador no solo están en piloto automático, sino que están durmiendo una buena siesta en la cabina mientras el avión cae en picado hacia la Tierra. O para decirlo de otra manera, [esta canción es] mierda juvenil poco cocinada».
USA Today escribió que «En el lado más ligero, [Em] menciona nombres como Britney Spears, Janet Jackson y Mary-Kate y Ashley Olsen en “Ass Like That”». RapReviews notó que en «“Ass Like That”, Slim se hace pasar por Triumph the Insult Comic Dog en tres versos perversos de comerse con los ojos a las gemelas Olsen y golpear el trasero de Hilary Duff». Josh Love de Stylus Magazine fue negativo: «“Ass Like That”, la “respuesta” de Em a Triumph, le va mejor, y en realidad hace un punto bastante destacado sobre la fetichización de Hollywood de las estrellas apenas legales, pero luego te das cuenta de que es UN REGISTRO DE RESPUESTA A UNA CARNE DE PREMIOS CON UNA MARIONETA DE MANO y de repente ni siquiera eres capaz de hacer contacto visual. con la portada del álbum nunca más» y agregó que «muestra algo del veneno lírico que una vez fue patentado por Eminem».
El Austin Chronicle llamó a la canción un «sueño demente de la fiebre de Bollywood [que] logra superar a R. Kelly». SPIN dijo que la canción era «tan secundaria que [raya] en lo surrealista, todo lo sincopado y en lonía de hostigamiento de celebridades». The New York Times dijo que la canción era «brillantemente loca: Dr. Dre pone algunos sitares con curvas sobre una línea de bajo perezoso, mientras que Eminem rinde homenaje a Hilary Duff y las gemelas Olsen, pronunciando sus rimas con un fuerte acento que se supone que es Triumph the Insult Comic Dog o Arnold Schwarzenegger —aparentemente, hablan lo mismo—». Slant Magazine llamó a «Ass Like That» «una canción entera dedicada a Triumph The Insult Comic Dog de Robert Smigel».
The A.V. Club lo llamó «una pista tan confusa que es difícil saber si se trata de un desprecio de la duración de una canción de Triumph The Insult Comic Dog o de un elaborado homenaje de revés. La canción fracasa espectacularmente, porque Eminem y Triumph comparten esencialmente el mismo truco: desinflar los egos de las celebridades. con bromas mordaces, y porque en este punto, Triumph es mucho más divertido y mordaz en sus críticas que su contraparte humana».

## Posición en las listas musicales
| Lista (2005)                         | Mejor posición |
| ------------------------------------ | -------------- |
| Australian Singles Chart             | 10             |
| Austrian Singles Chart               | 27             |
| Belgian Singles Chart (Flanders)     | 20             |
| Belgian Singles Chart (Wallonia)     | 23             |
| Denmark Singles Chart                | 6              |
| German Singles Chart                 | 31             |
| Irish Singles Chart                  | 4              |
| Netherlands Singles Chart            | 28             |
| New Zealand Singles Chart            | 9              |
| Swiss Singles Chart                  | 25             |
| UK Singles Chart                     | 4              |
| U.S. Billboard Hot 100               | 60             |
| U.S. Billboard Hot R&B/Hip-Hop Songs | 93             |
| U.S. Billboard Pop 100               | 37             |